# Radivoj Lazić

 Radivoj Lazić  (1. kolovoza 1953. u Kikindi) glazbenik, klarinetist i pedagog, skladatelj, slikar i dječji pisac.

## Životopis
Radivoj Lazić je rođen u Kikindi 1. kolovoza 1953. godine od oca Lazara i majke Gordane, rođene Stankov.

### Školovanje
U Kikindi je završio osnovnu školu, tri razreda Osnovne glazbene škole „Slobodan Malbaški“, instrument klarinet, i dva razreda Gimnazije „Dušan Vasiljev“. Godine 1971., zbog velike ljubavi prema klarinetu, napušta gimnaziju i prelazi u Novi Sad, gdje upisuje Srednju glazbenu školu „Isidor Bajić“ - instrument klarinet u klasi profesora Mihajla Kelblija. Tu je bio jedan od najboljih učenika. Osvojio je bezbroj vrijednih nagrada na republičkim i saveznim natjecanjima Jugoslavije. Za četiri godine školovanja, ostvario je blizu 200 uspješnih nastupa.
Po završetku Srednje glazbene škole, 1974. godine, upisuje FMU u Beogradu, u klasi renomiranog profesora Bruna Bruna, a diplomirao je 1979. godine u klasi profesora Milenka Stefanovića.

### Pedagoška djelatnost
Svoju veoma uspješnu klarinetsko-pedagošku djelatnost, Radivoj Lazić, započinje 1978. godine u Glazbenoj školi „Kosta Manojlović“, Zemun, gdje i danas radi.
Na pedagoškom planu, za 39 godina rada, ostvario je niz zapaženih rezultata, nagrada i priznanja. Njegovi učenici osvajali su mnoštvo prvih i specijalnih nagrada na natjecanjima u zemlji i inozemstvu, za što mu je „Savez društava glazbenih i baletskih pedagoga Srbije“ 25. 4. 1996. godine dodijelio Pohvalu za izuzetne pedagoške rezultate u školskoj 1994/95. godini.

### Skladateljska djelatnost
Radivoj se još kao pučkoškolac počeo baviti skladanjem. U suradnji s poznatim skladateljem i profesorom na FMU, Vlastimirom Peričićem, Radivoj Lazić je za klarinet i klarinetiste napisao oko 30 knjiga, a objavio je 22, od početničke do visoko-profesionalne razine. Radivojeve skladbe se danas izvode po cijelom svijetu.
Interesantno je napomenuti da je dizajn omota i ilustracije svih objavljenih knjiga Radivoj sam smišljao, uređivao i crtao.

### Estradna i skladateljska djelatnost
Još kao student I godine Muzičke akademije, davne 1975., napisao je prvonagrađenu natjecateljsku skladbu za Božidara-Bokija Miloševića „Đačko oro“ koji je interpretirao na čuvenom Festivalu Beogradski sabor i njome je odnio I nagradu.
Od 1980. godine, Radivoj je, kao klarinetist i skladatelj, veoma prisutan i na estradi. Iste te godine osnovao je vokalno-instrumentalni sastav „Dukat“, njegujući lijepu narodnu i zabavnu glazbu. S ansamblom „Dukat“ nastupao je širom Jugoslavije i gostovao u mnogim zemljama svijeta.
Na Beogradskom saboru s ansamblom „Dukat“ 1993. osvojio je I nagradu publike autorskom skladbom „U vrtu Beograda“.
Samostalno i s grupom „Dukat“, Radivoj Lazić je snimio mnoge zabavne emisije za televiziju i radio. S grupom je pratio i mnoge poznate pjevače i instrumentaliste zabavne i narodne glazbe. S istom grupom, dva puta je sudjelovao i na Muzičkom festivalu u Nišu, „Niška jesen“, te dva puta samostalno kao skladatelj i izvođač.
Za PGP-RTB snimio je 1982. u većinskom dijelu, autorsku ploču „Od noćas“, kao i s Terezom Kesovijom i grupom „Bokelji“.
Pisao je skladbu i za dječje festivale.

### Slikarska djelatnost
U Kikindi, u svom rodnom gradu, Radivoj je imao prvu samostalnu izložbu, da bi kao student FMU postao član Kluba „Đuro Salaj“, s kojim je nekoliko godina redovito izlagao radove po raznim krajevima zemlje.
Godine 1984. godine u Zemunu, u Galeriji Doma zrakoplovstva, imao je vrlo uspješnu samostalnu izložbu pod nazivom „Stari Zemun“, tehnika-olovka. Izložbu je otvorio, tada mladi violinist, Stefan Milenković.

### Dječja izdavačka djelatnost
I u području dječjeg izdavaštva, Radivoj je u osmogodišnjem stvarateljskom razdoblju (od 1999. – 2007.) dao svoj veliki doprinos.
Ogromnu spisateljsku, skladateljsku i crtačku nadarenost, pokazao je i u stvaranju za vrtićki i predškolski uzrast. Naime, od 2000. – 2006. radio je kao autor i urednik kompletnog dječjeg časopisa „Šareni svijet“ kao pisac cjelokupnog tekstualnog i poetskog dijela časopisa, kao skladatelj pjesmica za djecu, i kao ilustrator cijelog časopisa. Časopis je izlazio jedanput mjesečno.
Za potrebe djece i vrtića, smislio je, napisao, skladao i ilustrirao sljedeće knjige:
- Azbukolovka - učenje azbuke za predškolsku djecu i mlađe osnovce;
- Matematičica - radni listovi za djecu od 5-8 godina;
- Šareni svijet oko nas - radni listovi za predškolsku djecu i mlađe osnovce;
- Dijete i promet - radni listovi za rad kroz igru, za predškolsku djecu i mlađe osnovce;
- U vrtiću - radni listovi za djecu od 3-5 godina;
- Šaram-stvaram - radni listovi za djecu od 5-8 godina;
- Crtam-pišem, a'l ne brišem - grafomotorne vježbe za predškolsku djecu i mlađe osnovce.

## Instruktivna i klarinetska dijela Radivoja Lazića
Radivoj Lazić je klarinetu, glazbenoj sceni i klarinetistima posvetio sljedeće knjige:

Osnovna škola za klarinet:

• Učim klarinet I, Zavod za udžbenike i nastavna sredstva, Beograd, 1997.

• Učim klarinet II, Zavod za udžbenike i nastavna sredstva, Beograd, 1998.

• Učim klarinet III, Zavod za udžbenike i nastavna sredstva, Beograd, 1998.

• Učim klarinet IV, Zavod za udžbenike i nastavna sredstva, Beograd, 1998.

• Vježbe skala za II razred, Izdanje autora, Beograd, 1998.

Zbirka originalnih malih komada za klarinet i klavir za osnovnu muzičku školu:

• Raspjevani klarinet I, Zavod za udžbenike i nastavna sredstva, Beograd, 1997.

• Raspjevani klarinet II, Zavod za udžbenike i nastavna sredstva, Beograd, 1997.

• Raspjevani klarinet III, Zavod za udžbenike i nastavna sredstva, Beograd, 1997.

• Raspjevani klarinet IV, Zavod za udžbenike i nastavna sredstva, Beograd, 1997.

• Vedri dani u muzičkoj školi, Beograd, Savez društava muzičkih i baletskih pedagoga Srbije, 1996.

• Melodične etide s klavirom I, Beograd

• Melodične etide s klavirom II, Beograd

Dueeti s klavirom:

• Laki klarinetski dueti I, Beograd, autorsko izdanje, 1998.

• Laki klarinetski dueti II, Beograd, autorsko izdanje, 1998.

Zbirke originalnih komada za klarinet i klavir za srednju muzičku školu i fakultet:

• Mladi klarinetski virtuoz I Beograd, autorsko izdanje, 1997.
• Mladi klarinetski virtuoz II Beograd, autorsko izdanje, 1997.
• Mladi klarinetski virtuoz III Beograd, autorsko izdanje, 1998.
• Mladi klarinetski virtuoz IV Beograd, autorsko izdanje, 1998.

Zbirka skladbi raznih autora iz svjetske literature (transkripcije za klarinet):

• Veliki majstori za klarinet I, Beograd, autorsko izdanje, 1997.

• Veliki majstori za klarinet II, Beograd, autorsko izdanje, 1997.

• Veliki majstori za klarinet III, Beograd, autorsko izdanje, 1997.

Instrumentalni duo:

• Končertino, za klarinet i klavir, Beograd, autorsko izdanje, 1998.

• Introduzione, tema e variazioni, za klarinet i klavir, Beograd, autorsko izdanje, 1998.

• Romantični koncert u a-molu, za klarinet i klavir, 1998.

Solo i orkestar:

• Muziciramo sa orkestrom (aranžmani komada iz prethodnih zbirki za klarinet i mali orkestar, niži, srednji i profesionalni stupanj.)

• Končertino, za klarinet i orkestar, Beograd, autorsko izdanje, 1998.

• Introduzione, tema e variazioni, za klarinet i orkestar, Beograd, autorsko izdanje, 1998.

• Romantični koncert u a-molu, za klarinet i orkestar, 1999.

Komorna trija:

• Dva komada, za flautu, klarinet i klavir, edicija DHS, Smederevo, 2002.

• Mala svita,za klarinet, violinu i klavir, edicija DHS, Smederevo, 2002.
Klavirsku pratnju i orkestraciju skladbi Radivoja Lazića uradio je skladatelj i profesor Vlastimir Peričić. Recenzenti knjiga bili su akademik i skladatelj, Dejan Despić, profesor klarineta na FMU i solista Beogradske filharmonije, Ante Grgin i profesor Glazbene škole Stanković, Miloš Gerić.

## Skladbe Radivoja Lazića za druge puhačke instrumente
Radivoj Lazić je, osim za klarinet, napisao i nekoliko knjiga sa skladbama uz pratnju klavira i za druge puhačke instrumente kao što su: oboa, flauta, saksofon, truba i horna.

## Značaj
- Radivoj Lazić je svojom velikom skladateljskom djelatnošću obogatio, do tada veoma siromašnu klarinetsku i klarinetsko-pedagošku literaturu u Srbiji i šire.

- Njegove mnoge knjige za klarinet su dio nastavnog plana i programa u Republici Srbiji.

- Skladbe Radivoja Lazića su često izvođene na koncertnim podijumima u Srbiji i izvan nje. One su bile uvrštene kao radna dijela klarinetskih seminara-masterclassa i obavezne i, po izboru, slobodne skladbe mnogih natjecanja.

- Radivojev nekoliko decenija dug pedagoški rad, stvorio je mnogo klarinetista koji danas djeluju u Srbiji i izvan nje.

- On je pisac većeg broja udžbenika za predškolsku djecu i mlađe osnovce. Osnivač, pisac, ilustrator, skladatelj i kompletni kreator poznatog dječjeg časopisa Šareni svijet.

## Vanjske poveznice
| Portal:Radivoj Lazić | Portal Radivoj Lazić |

- Instruktivna i koncertna klarinetska literatura Radivoja Lazića
- Snimljena dijela Radivoja Lazića